# كارلتون مكارثي
كارلتون مكارثي هو سياسي أمريكي، ولد في 1847، وتوفي في 1936. انتخب عمدة ريتشموند ‏.